# Arik Shivek
Arik Shivek (in ebraico אריק שיבק‎?; Natanya, 10 settembre 1956) è un allenatore di pallacanestro israeliano.

## Carriera
Dal 2009 al 2012 ha allenato il Mons-Hainaut, ed allo stesso tempo la Nazionale israeliana.

## Palmarès

### Squadra
- Campionato olandese: 3

Amsterdam: 2004-05, 2007-08, 2008-09
- Campionato israeliano: 1

Maccabi Rishon LeZion: 2015-16
- Coppa d'Olanda: 1

Amsterdam: 2004
- Coppa del Belgio: 1

Antwerp Giants: 2007

### Individuale
- Miglior allenatore della Ligat ha'Al: 2

Maccabi Ra'anana: 1996-1997
Maccabi Rishon LeZion: 2015-16